# Дијар Бакр
Дијар Бакр ("пребивалиште Бакр") је средњовековно арапски назив за насеверније од три провинције Џазире (Горња Месопотамија), док су друга два Дијар Мудар и Дијар Раби'а. Према речима Ел Баладуриа, све три покрајине су именоване по главним арапским племенама које је Му'авија населило тамо током муслиманских освајања из 7. века. Дијар Бакр је населило племе Бану Бакр које потиче из племенске групе познате као Раби'а, а звог тога се две провинције понекад називају "Дијар Раби'а". У каснијој турској употреби овог назива, "Дијар Бакр" се односио на западни део бивше покрајине, око Амида (који је постао познат као Дијарбакир на турском).
Дијар Бакр обухвата регион на обе обале горњег тока реке Тигар, од његових извора до отприлике места где се њен курс мења у смеру запад-исток до југоисточног правца. Његов главни град је Амида (Амид на арапском), а остала главна насеља укључују места као што су Мајафарикин, Хисн Каифа и Арзан. Географски и политички, у раним исламским временима Дијар Бакр је обично био део Џазире, али је понекад био придружен јерменској покрајини на северу. Крајем деветнаестог века контролисала га је аутономна династија коју је основао Иса ибн ел Шајк ел Шајбани. Средином 10. века, регион је прешао у руке Хамданида, али су њихова правила оспоравали Бујиди (978-983), а потом Марваниди. Марванидски емират је владао овим регионом скоро цео век пре него што га је анектирало Селџучко царство у периоду 1084-1085. Након колапса Сеџучког царства после смрти Малик Шаха I око 1092. године, низ малих емирата је успостављен широм региона, а међу њима је најважнији био онај који су звели Артукиди из Мардина. Крајем 12. века провинција је била под контролом Ајубида, а средином 13. века област је била подељена између Ајубида на истоку и Сеџука из Рума, који су контролисали западни део око Амиде. Око 1260. године, регион су освојили Монголи, који су дозволили локалним владарима да настави да врше власт као њихови вазале. У 14. веку, регион је освојио Ак Којунлу, који је оспоравао контролу над Кара Којунлом и последњим ајубидским принчевима. Почетак 16. века, био је време када су на власт дошли Сафавиди пре него што је читава област дошла под контролом Османлија 1516. године.